# The Prestige
|  | For filmatiseringen af bogen, se The Prestige (film) |
The Prestige er en sciencefictionroman fra 1995 af den britiske forfatter Christopher Priest.
Bogen modtog James Tait Black Memorial-prisen for bedste fiktion og World Fantasy-prisen for bedste roman.

## Filmatisering
Bogen blev filmatiseret i 2006 med instruering af Christopher Nolan, og havde premiere den 20. oktober samme år i USA. Manuskriptet blev tilpasset filmmediet af brødrerne Christopher og Jonathan Nolan og har skuespillerne Christian Bale og Hugh Jackman i hovedrollerne som Borden og Angier. Michael Caine, Scarlett Johansson og David Bowie medvirker også.

## Priser
- British Fantasy Award nomineret, 1995[2]
- James Tait Black Memorial Prize vinder, 1996
- Bram Stoker Award nomineret, 1996[3]
- World Fantasy Award vinder, 1996[1]
- Arthur C. Clarke Award nomineret, 1996[1]